# اتحاد وسط إفريقيا لكرة القدم
اتحاد وسط إفريقيا لكرة القدم (UNIFFAC) هي مؤسسة اتحادية تابعة للاتحاد الأفريقي لكرة القدم، وتضم دول وسط أفريقيا وهي الكاميرون، تشاد، أفريقيا الوسطى، الكونغو، الكونغو الديمقراطية، الغابون، غينيا الإستوائية وساو توميه وبرينسيب.
الرئيس الحالي للاتحاد هو الكاميروني إيا محمد الذي تم انتخابه عام 2008.

## التسمية الرسمية
حسب اللغات الرسمية في البلاد المنتسبة للاتحاد، فهناك ثلاث مسميات رسمية مختلفة بثلاث لغات مختلفة (الفرنسية والبرتغالية والإسبانية).
- الفرنسية: Union des Fédérations de Football d'Afrique Centrale
- البرتغالية: União das Federações Centroafricanas de Futebol
- الإسبانية: Unión de Federaciones de Fútbol de África Central

## أعضاء الاتحاد

أعضاء اتحاد وسط إفريقيا لكرة القدم

| الدولة                      | الاتحاد                                 | قائد الفريق     |
| --------------------------- | --------------------------------------- | --------------- |
| الكاميرون                   | الاتحاد الكاميروني لكرة القدم           | صامويل ايتو     |
| جمهورية إفريقيا الوسطى      | اتحاد جمهورية أفريقيا الوسطى لكرة القدم | فوكسي كيثيفواما |
| تشاد                        | اتحاد تشاد لكرة القدم                   | ماريوس مبايام   |
| الكونغو                     | اتحاد الكونغو لكرة القدم                | برينس أونيانغي  |
| جمهورية الكونغو الديمقراطية | اتحاد الكونغو الديمقراطية لكرة القدم    | لومانا لوالوا   |
| غينيا الاستوائية            | اتحاد غينيا الإستوائية لكرة القدم       | رودولفو بوديبو  |
| الغابون                     | اتحاد الغابون لكرة القدم                | دانيل كوزين     |
| ساو تومي وبرينسيب           | اتحاد ساو توميه وبرينسيب لكرة القدم     | لويس ليال       |

## بطولات الاتحاد
- كأس اتحاد فدراليات وسط إفريقيا للأمم (كأس سيماك للأمم CEMAC): وهي بطولة كانت تقام بين دول الاتحاد الثمان، بدأت في عام 2003 وألغيت في عام 2014.
- كأس اتحاد فدراليات وسط إفريقيا للأندية: وهي بطولة خاصة بالأندية.
- كأس المجموعة الاقتصادية والنقدية لوسط أفريقيا (UADC): وهي بطولة ألغيت، بدأت في عام 1984 وانتهت عام 1990.

وقد تم تنظيم بطولات للسيدات لكل من المنتخبات والأندية، وبدأت في 2011.

## روابط خارجية
- CAFonline.com